# Venturia hakonensis
Venturia hakonensis là một loài tò vò trong họ Ichneumonidae.